# Списък с епизоди на „Самурай Джак“
Това е списъкът с епизоди на „Самурай Джак“ с оригиналните дати на излъчване в България.

## Сезон 1
1. Началото част 1 (The Beginning part 1) – 9 февруари 2008 г.
2. Самураят на име Джак част 2 (The Samurai Called Jack part 2) – 10 февруари 2008 г.
3. Първата битка част 3 (The First Fight part 3) – 16 февруари 2008 г.
4. Джак, Вълнаците и Критчелетите (Jack, the Woolies, and the Chritchellites) – 17 февруари 2008 г.
5. Джак в космоса (Jack in Space) – 23 февруари 2008 г.
6. Джак и жената-воин (Jack and the Warrior Woman) – 24 февруари 2008 г.
7. Джак и тримата слепи стрелци (Jack and the Three Blind Archers) – 1 март 2008 г.
8. Джак срещу побеснелия Джак (Jack versus Mad Jack) – 2 март 2008 г.
9. Джак в морето (Jack Under the Sea) – 8 март 2008 г.
10. Джак и Чудовището от лава (Jack and the Lava Monster) – 8 март 2008 г.
11. Джак и Шотландеца част 1 (Jack and the Scotsman, Part 1) – 9 март 2008 г.
12. Джак и гангстерите (Jack and the Gangsters) – 9 март 2008 г.
13. Приказките на Аку (Aku's Fairy Tales) – 15 март 2008 г.

## Сезон 2
1. Джак се научава да скача добре (Jack Learns to Jump Good) – 15 март 2008 г.
2. Приказки за Джак (Jack Tales) – 16 март 2008 г.
3. Джак и мелето (Jack and the Smackback) – 16 март 2008 г.
4. Джак и Шотландеца част 2 (Jack and the Scotsman, Part 2) – 22 март 2008 г.
5. Джак и Ултра-роботите (Jack and the Ultra-robots) – 22 март 2008 г.
6. Джак си спомня миналото (Jack Remembers the Past) – 23 март 2008 г.
7. Джак и монасите (Jack and the Monks) – 23 март 2008 г.
8. Джак и дракона с газовете (Jack and the Farting Dragon) – 29 март 2008 г.
9. Джак и ловците (Jack and the Hunters) – 29 март 2008 г.
10. Джак срещу Демонго, колекционера на души (Jack versus Demongo, the Soul Collector) – 30 март 2008 г.
11. Джак е гол (Jack Is Naked) – 30 март 2008 г.
12. Джак и Спартанците (Jack and the Spartans) – 5 април 2008 г.
13. Сандалите на Джак (Jack's Sandals) – 5 април 2008 г.

## Сезон 3
1. Пилето Джак (Chicken Jack) – 6 декември 2008 г.
2. Джак и яростта (Jack and the Rave) – 13 декември 2008 г.
3. Добрият, лошият и красивата (The Good, the Bad, and the Beautiful) – 20 декември 2008 г.
4. Джак и зомбитата (Jack and the Zombies) – 27 декември 2008 г.
5. Джак в Египет (Jack in Egypt) – 3 януари 2009 г.
6. Джак и пътуващите създания (Jack and the Traveling Creatures) – 10 януари 2009 г.
7. Джак и създанието (Jack and the Creature) – 17 януари 2009 г.
8. Джак и блатното чудовище (Jack and Swamp Monster) – 24 януари 2009 г.
9. Джак и обитаваната къща (Jack and the Haunted House) – 31 януари 2009 г.
10. Джак, монасите и синът на древния учител (Jack, the Monks, and the Ancient Master's Son) – 7 февруари 2009 г.
11. Раждането на злото част 1 (The Birth of Evil, Part 1) – 14 февруари 2009 г.
12. Раждането на злото част 2 (The Birth of Evil, Part 2) – 21 февруари 2009 г.
13. Джак и лабиринтът (Jack and the Labyrinth) – 28 февруари 2009 г.

## Сезон 4
1. Самурай срещу нинджа (Samurai versus Ninja) – 7 март 2009 г.
2. Робо-Самурай срещу Мондо Бот (Robo-Samurai versus Mondo Bot) – 14 март 2009 г.
3. Самурай срещу Самурай (Samurai versus Samurai) – 21 март 2009 г.
4. Инфекцията на Аку (The Aku Infection) – 28 март 2009 г.
5. Принцесата и ловците на глави (The Princess and the Bounty Hunters) – 4 април 2009 г.
6. Шотландеца спасява Джак част 1 (Scotsman Saves Jack, Part 1) – 11 април 2009 г.
7. Шотландеца спасява Джак част 2 (Scotsman Saves Jack, Part 2) – 18 април 2009 г.
8. Джак и летящите принц и принцеса (Jack and the Flying Prince and Princess) – 25 април 2009 г.
9. Джак срещу Аку (Jack versus Aku) – 2 май 2009 г.
10. Четирите сезона на смъртта (The Four Seasons of Death) – 9 май 2009 г.
11. Приказка за Х9 (Tale of X9) – 16 май 2009 г.
12. Младият Джак в Африка (Young Jack in Africa) – 23 май 2009 г.
13. Джак и бебето (Jack and the Baby) – 30 май 2009 г.

## Сезон 5
1. XCII
2. XCIII
3. XCIV
4. XCV
5. XCVI
6. XCVII
7. XCVIII
8. XCIX
9. C
10. CI